# Drets del col·lectiu LGBT a Djibouti

Aquest és un article sobre els drets LGBT a Djibouti. Les persones lesbianes, gais, bisexuals i transsexuals a Djibouti han d'afrontar reptes legals que no experimenten els residents no LGBT.

## Lleis
L'activitat sexual entre persones del mateix sexe és legal a Djibouti.

## Condicions de vida
No existeix una llei que prohibeixi la discriminació a l'hora de contractar a les persones en base orientació sexual, identitat de gènere o VIH, entre altres motius.
El Departament d'Estat dels Estats Units en el seu informe de 2016 sobre els Drets Humans afirmava: "La Llei no criminalitza directament les conductes sexuals entre persones del mateix sexe, però autoritza la persecució de la promoció d'aquestes conductes en lleis que prohibeixen els atacs a la bona moral. No existeixen lleis antidiscriminació per protegir a les persones LGBTI. No es van informar incidents de violència social o discriminació basades en la identitat de gènere o a l'orientació sexual, encara que això probablement es degui al fet que les víctimes són poc inclinades a informar de tals abusos. Les normes socials no permeten que l'homosexualitat es tracti en debats públics i les persones LGBTI no parlen obertament de la seva orientació sexual o identitat de gènere. No hi havia organitzacions LGBTI conegudes. El VIH i la sida és un estigma social".

## Taula resum
| Activitat sexual legal amb el mateix sexe                     | (Sempre legal) |
| Mateixa edat de consentiment                                  | (Sempre legal) |
| Lleis antidiscriminació a la feina                            | No             |
| Lleis antidiscriminació en la prestació de béns i serveis     | No             |
| Matrimoni del mateix sexe                                     | No             |
| Lleis antidiscriminació en el discurs de l'odi i la violència | No             |
| Reconeixement de les parelles del mateix sexe                 | No             |
| Adopció de fillastres per parelles del mateix sexe            | [ 3 ]          |
| Adopció conjunta per parelles del mateix sexe                 | No             |
| Prestació de servei militar per gais i lesbianes              |                |
| Dret legal a canviar de gènere                                |                |
| Accés a la fecundació in vitro per lesbianes                  | No             |
| Subrogació comercial per a parelles d'homes homosexuals       | No             |
| Permís per donar sang als MSMs                                | No             |